# Perla
|  | Per al terme heràldic, vegeu Perla (heràldica) |

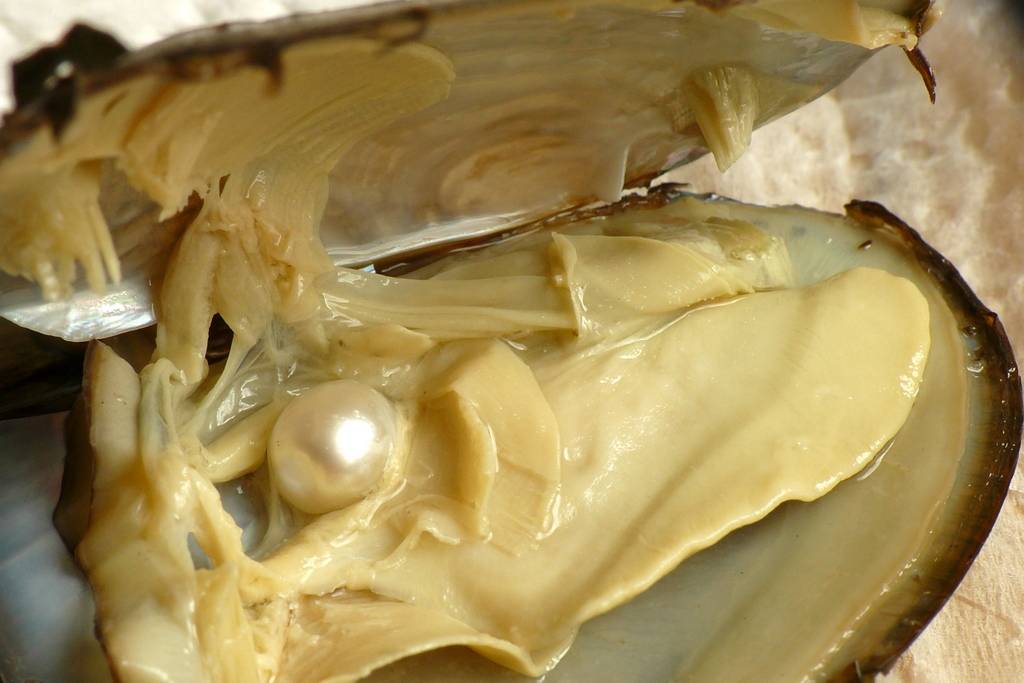
Perla dins una ostra

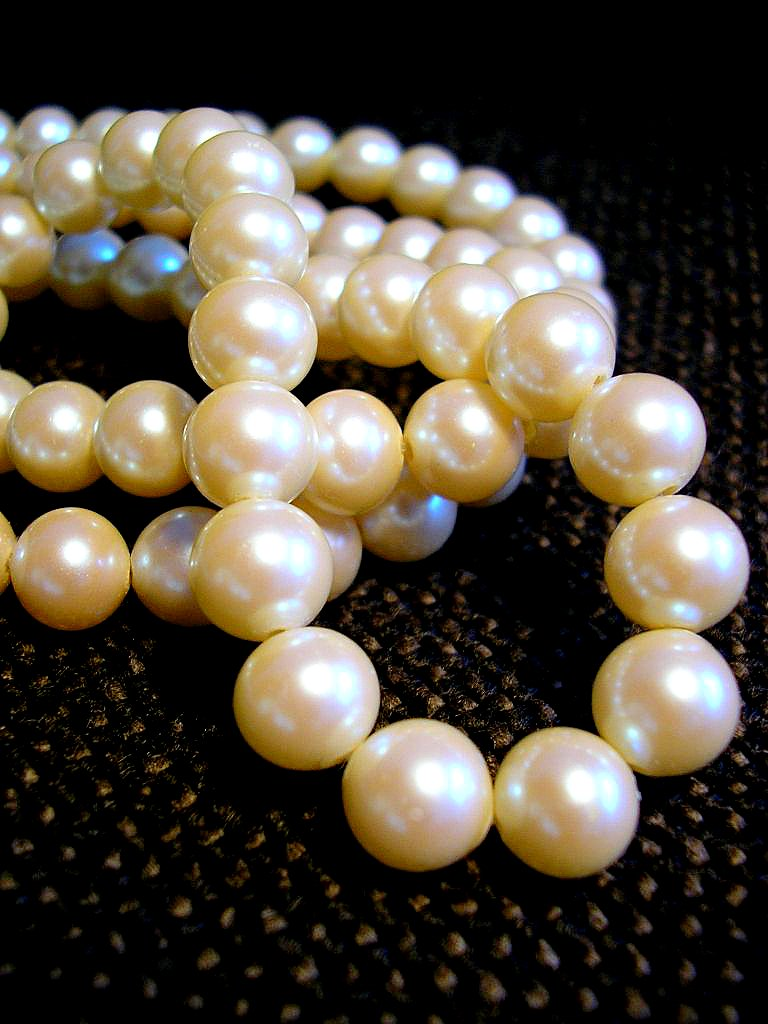
Collaret de perles.

Les perles són esferes fetes de nacre produïdes dins el cos tou dels mol·luscs, especialment en els bivalves, al voltant de partícules estranyes que ingressen al cos del animal. Amb el pas del temps, aquest gra s'ha transformat en perla. Les perles més conegudes són les considerades com gemmes o pedres precioses, per la seva simetria i la seva particular llustre. Les perles precioses són produïdes en la seva immensa majoria per les ostres pertanyents a la família Pteriidae.
Les perles naturals es formen quan un cos estrany s'introdueix a l'interior del cos del mol·lusc, que reacciona cobrint lentament la partícula amb una barreja de cristalls de carbonat de calci (CaCO  3 ) i una barreja de proteïnes anomenada conquiolina, formant la substància coneguda com a nacre, que és la substància que recobreix la cavitat paleal de l'animal (les parets interiors de les valves). Al cap d'un període variable la partícula acaba coberta per una o més capes de nacre, formant una perla, i triguen aproximadament 10 anys en crear-se.
Les perles són de grandària, color i forma variables. El valor de la perla es determina en funció de criteris diversos però pot dir-se que se centren en tres: una forma desitjable (per exemple, les esferes perfectes o les "llàgrimes"), la raresa del seu color (gairebé tota la gamma entre el blanc i el negre) i naturalment la talla. Tot i que les característiques estètiques i de grandària són fonamentals en la valoració d'una perla, el preu final depèn en gran manera de les tendències de la moda del moment.
La brillantor de la perla prové de la reflexió lluminosa en la superfície cristal·lina, mentre que la iridescència prové de la refracció i difracció lluminoses en les múltiples capes de nacre translúcid que formen una perla qualsevol. Les perles han estat apreciades per bastants pobles des de l'antiguitat per la seva raresa, bellesa i extraordinari valor.

## Definició

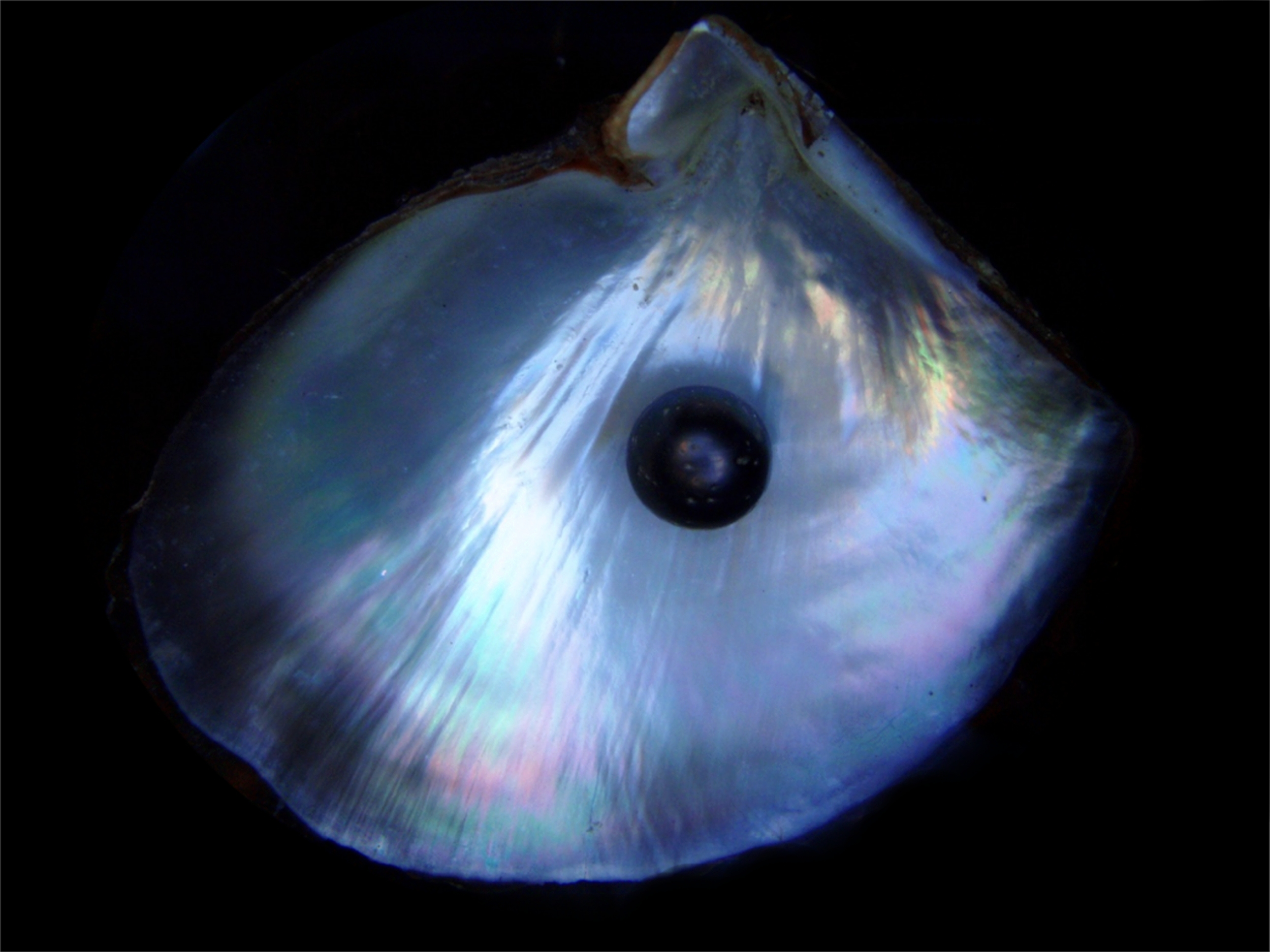
Una perla negra i una closca de l'ostra de llavis negres. Els colors iridescents provenen de les capes de nàcar.

Tots els mol·luscs amb closca poden, per processos naturals, produir algun tipus de "perla" quan un objecte microscòpic irritant queda atrapat dins dels plecs del mantell, però la gran majoria d'aquestes "perles" no es valoren com a pedres precioses. Les perles nacaroses, les més conegudes i les més significatives comercialment, són produïdes principalment per dos grups de bivalves o cloïsses mol·lusques. Una perla nacarada es fa a partir de capes de nacre, pel mateix procés viu que s'utilitza en la secreció de la nacre que recobreix la closca.
Les perles naturals (o salvatges), formades sense intervenció humana, són molt rares. S'han de recollir i obrir molts centenars d'ostres o musclos, i així matar, per trobar fins i tot una perla salvatge; durant molts segles, aquesta va ser l'única manera d'aconseguir les perles, i per què les perles van aconseguir preus tan extraordinaris en el passat. Les perles cultivades es formen a les granges de perles, mitjançant la intervenció humana i processos naturals.
Una família de bivalves perles nacres – l' ostra de perles – viu al mar, mentre que l'altre – un grup molt diferent de bivalves - Viu a l'aigua dolça; es tracta dels musclos de riu com el musclo perla d'aigua dolça. Les perles d'aigua salada poden créixer en diverses espècies d'ostres marines de la família Pteriidae. Les perles d'aigua dolça creixen dins d'algunes (però no totes) espècies de musclos d'aigua dolça de l'ordre dels unióids, les famílies unióidae i margaritiferidae.

## Propietats físiques

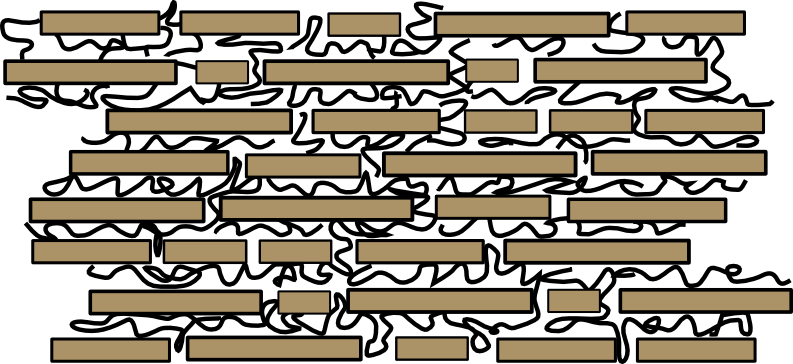
Estructura de capes de nàcar, on les plaques d'aragonita estan separades per biopolímers, com ara quitina, lustrina i proteïnes semblants a la seda

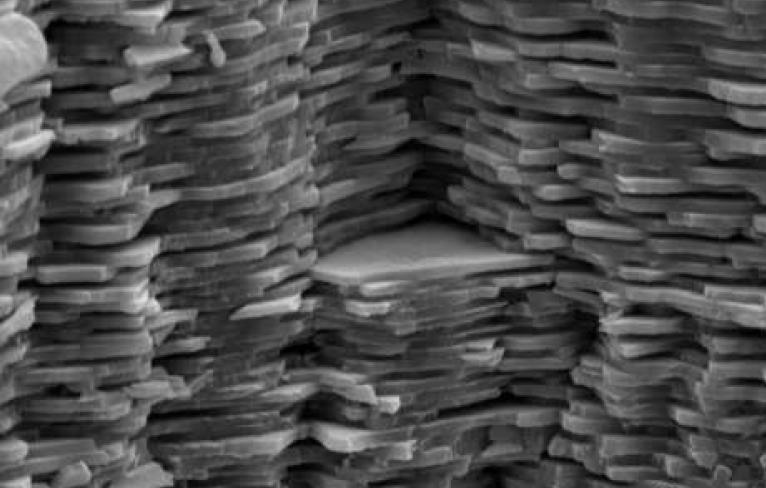
Imatge de microscòpia electrònica d'una superfície fracturada de nàcar

La brillantor única de les perles depèn de la reflexió, la refracció i la difracció de la llum de les capes translúcides. Com més fines i nombroses siguin les capes de la perla, més fina serà la brillantor. La iridescència que mostren les perles és causada per la superposició de capes successives, que trenca la llum que cau a la superfície. A més, les perles (especialment les perles cultivades d'aigua dolça) es poden tenyir de groc, verd, blau, marró, rosa, morat o negre. Les perles més valuoses tenen una brillantor metàl·lica i molt reflectant.
Com que les perles estan fetes principalment de carbonat de calci, es poden dissoldre en vinagre. El carbonat de calci és susceptible fins i tot a una solució àcida feble perquè els cristalls reaccionen amb l'àcid acètic del vinagre per formar acetat de calci i diòxid de carboni.

## Perles d'aigua dolça i salada
Les perles d'aigua dolça i d'aigua salada de vegades poden semblar força semblants, però provenen de diferents fonts.
Les perles d'aigua dolça es formen en diverses espècies de musclos d'aigua dolça, família unióidae, que viuen en llacs, rius, estanys i altres masses d'aigua dolça. Aquests musclos d'aigua dolça es troben no només en climes més càlids, sinó també en zones més fredes i temperades com Escòcia (on estan protegits per llei). La majoria de perles cultivades d'aigua dolça que es venen avui provenen de la Xina.
Les perles d'aigua salada creixen dins de les ostres perles, de la família Pteriidae, que viuen als oceans. Les ostres perles d'aigua salada es conreen habitualment en llacunes protegides o atols volcànics.

## Història

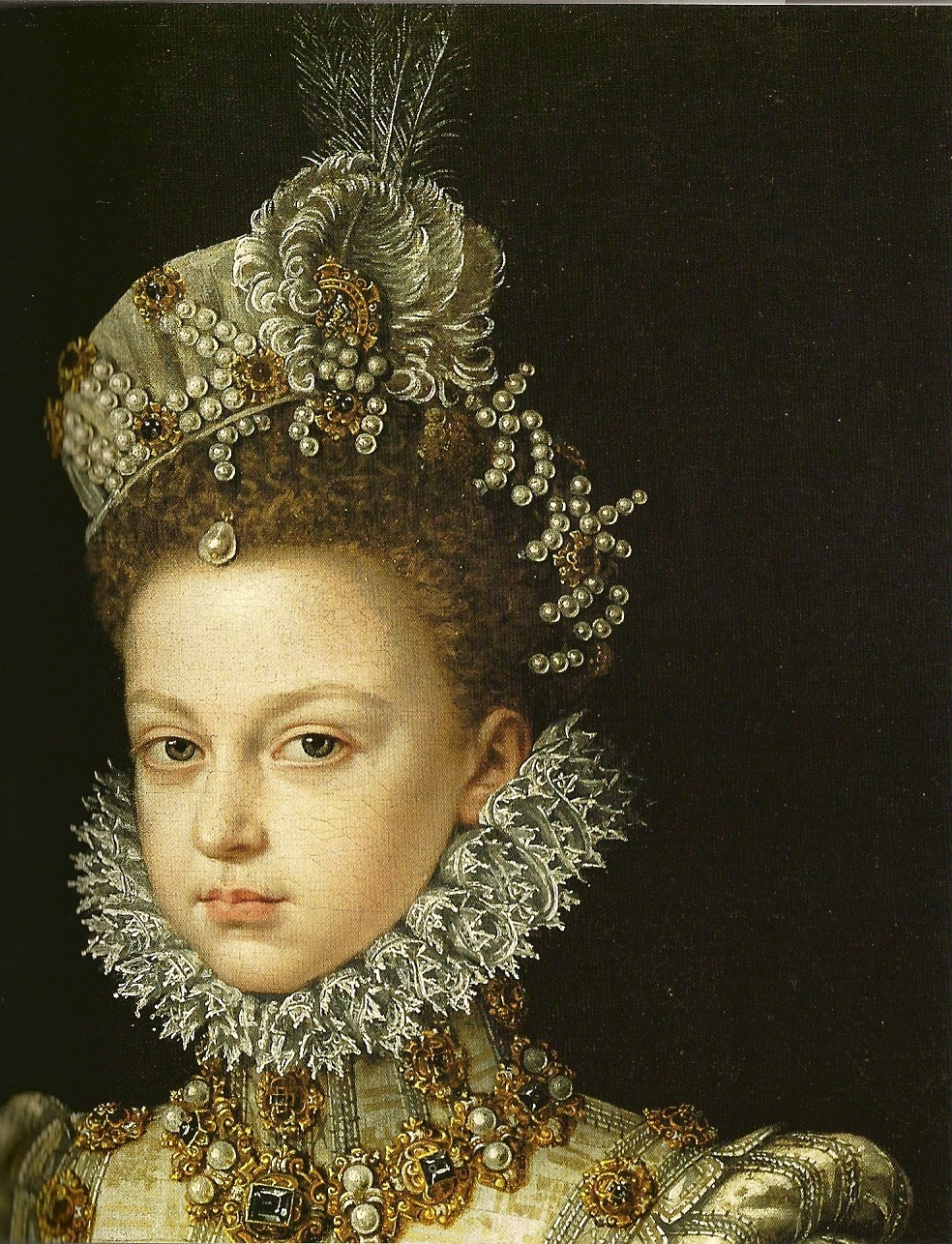
La Infanta Isabel Clara Eugenia adornada amb perles (Alfonso Sánchez Coello, 1531/1532

S'ignora quin va ser el primer poble que va extreure les perles de les ostres, per després usar-les com decoració. Però, pel fet que les perles tenen llustre i brillantor gairebé immediatament sortides de l'ostra que les va fabricar, és molt possible que s'hagin utilitzat com a adorn des d'èpoques prehistòriques.
El que sí es pot dir és que la fabricació de joies a força de perles era una activitat força estesa i afavorida entre els pobles antics. No obstant això, a causa de la seva extrema raresa, les perles eren una de les gemmes més valuoses conegudes pels pobles del món antic, reservades per a la noblesa i personatges extremadament acabalats.
Sembla que el costum d'adornar-se amb perles va tenir origen a l'Índia i altres punts d'Àsia, des d'on els fenicis la van propagar per Europa. Els grecs van anomenar a la perla margarites, però no sembla que es generalitzés el seu ús fins després de la guerra dels perses i de les conquestes d'Alexandre. A Àsia Menor es va estendre la seva ocupació després de la conquesta de Lídia per Cir. En els  Proverbis  es parla repetides vegades de les perles, la qual cosa indica que els hebreus les coneixien. Durant la dominació dels Ptolomeus en Egipte, l'ús de les perles va adquirir proporcions extraordinàries, i més tard els grans senyors de les corts d'Europa se servien de les perles no només per a adorn, emprades en collarets, braçalets, arracades, anells, etc., sinó per brodats de vestits o simplement com a guarnició d'aquests.
Actualment les perles no tenen tant valor monetari com en èpoques passades, principalment a causa que la majoria d'elles són conreades, la qual cosa les ha devaluat per augment en l'oferta. Per això, nombroses paràboles i dites que ens han arribat al present referents al proverbial valor de les perles no tinguin la mateixa ressonància i valor semàntic avui dia.

## Tipus de perles

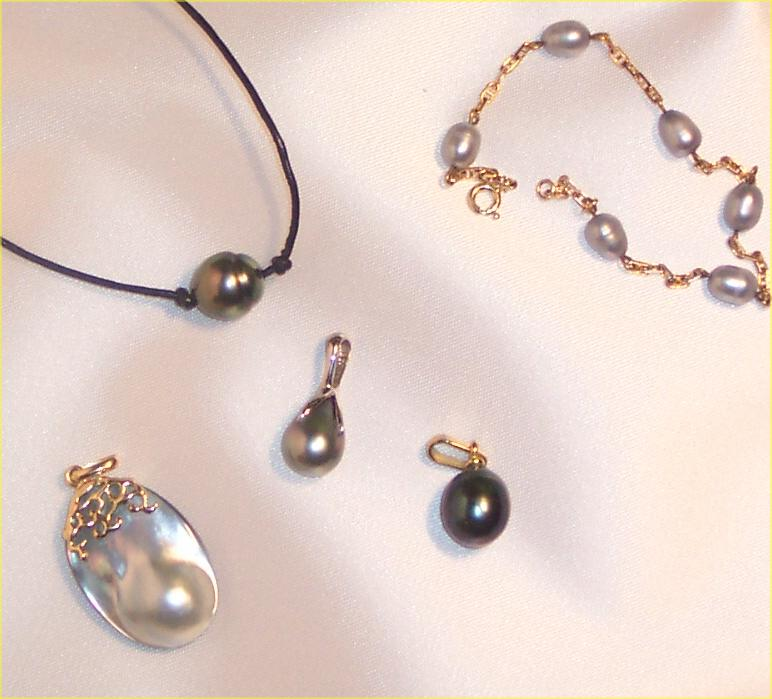
Perles de Tahití.

### Del Mar del Sud o Australiana
Es tracta d'un tipus de perla cultivada en les aigües salades del nord d'Austràlia, a Indonèsia i Filipines. Té una gamma de color que va des del blanc al negre. Es destaquen per la seva iridescència platejada i daurada. Aconsegueix grandàries entre els 9 i els 28 mm. La seva forma pot ser perfectament rodona fins a adoptar una forma asimètrica i una lluentor del mitjà a l'alt. són les millors en la seva espècie. El preu varia depenent de la seva brillantor. El temps de cultiu d'aquesta perla és de tres a nou anys.

### La perla de Tahití
Són conreades en aigües temperades en aigua salada de la Polinèsia Francesa, per la Ostra Pinctada Margaritifera. Poden ser de diferents colors: gris, verd, taronja, daurada, blava i negra. Les perles negres són úniques, de lluentor intensa i arriben als 13 mm. El temps de cultiu de la perla de Tahití és de dos a tres anys.

### Perla Akoya
Són perles cultivades en l'aigua salada d'Akoya, Japó. Tenen una forma rodona i simètrica. La seva grandària varia entre 6 i 8.5 mm. Aquesta perla és de difícil creixement i té més brillantor que les que són cultivades en aigua dolça. El seu color va del crema al rosat.

### Perles d'aigua dolça (en anglès Freshwater Pearl)
Són perles cultivades en aigua dolça, principalment en els llacs i rius de la Xina, encara que la seva producció també es realitza -de manera més restringida- al Japó i Estats Units. És orgànica, és a dir que prové d'un ésser viu. El seu temps de cultiu va dels 6 mesos als 4 anys i es realitza dins de musclos perlífers de la família Unionoida.
La ostra perlífera d'aigua dolça (musclo d'aigua dolça) és una espècie de mol·lusc bivalve pròpia dels rius nets de Europa, de Rússia i de la zona est dels Estats Units. Aquesta espècie és coneguda per la seva longevitat de més d'un segle, però que està a punt de fer extinció encara que és protegida. 

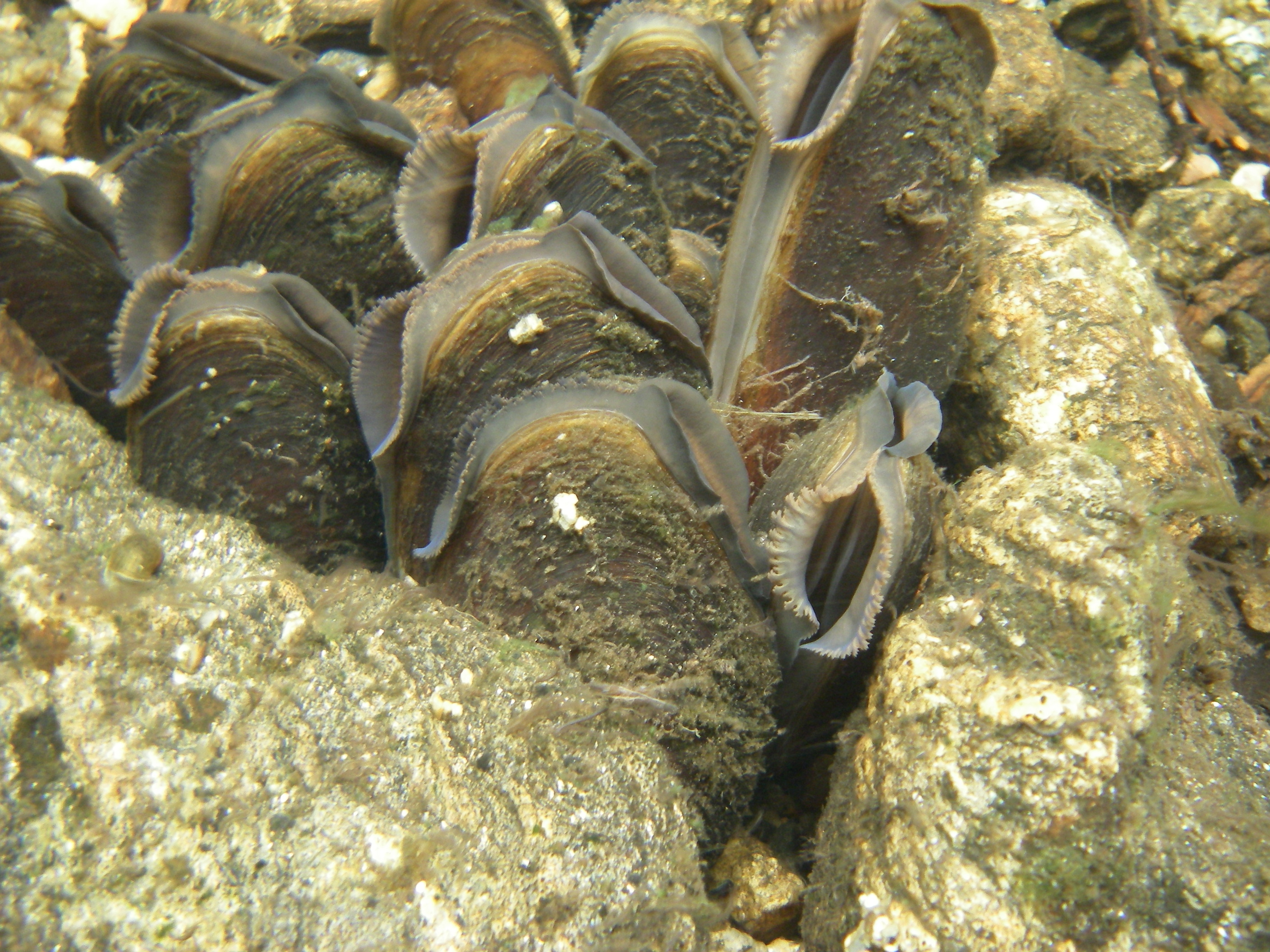
Grup d'ostres musclo d'aigua dolça fotografiat a Suècia, on aquests mol·luscs poden viure per més de 100 anys.

. Aquesta espècie ha estat explotada fins a mitjan segle XX per a la producció de perles per a joieria, abans del descobriment al segle xviii de les ostres perlíferes tropicals.
Pel que fa a les ostres perlíferes tropicals, els musclos "shell triangle" (Hyriopsis cumingii) són cultivats en rius i granges de llacs de la Xina.  La perla d'aquests musclos mesuren entre 3.5 i 7 mm. Posseeixen forma asimètrica i lluentor que va del medi a l'alt. Les perles cultivades en aquest tipus d'aigua són majoritàriament blanques, però poden arribar a ser rosades.
Des de 1990, la indústria de la perla d'aigua dolça de la Xina, es va desplaçar des de la producció del Musclo Cresta de Gall (Cristaria plicata) cap al Musclo Shell Triangle (Hyriopsis cumingii).
El musclo Shell Triangle (Hyriopsis cumingii) presenta menor nombre de perles, acceptant només 12-16 empelts per vàlvula, per a una producció total de 24 a 32 perles, però produeix perles de millor qualitat.
En les dècades dels anys 1970 i 1980, els musclos d'aigua dolça de la Xina, coneguts com a Musclo Cresta de Gall (Cristaria plicata) en el passat s'injertaven en la pela fins a 50 vegades, o 25 vegades en la vàlvula. Aquesta pràctica era comuna quan la indústria es basava principalment en el Musclo Cresta de Gall. Aquest musclo produeix un gran volum de perles, però sempre de baixa qualitat, van arribar a ser conegut en els anys 1970 i 1980 com "Rice Krispies pearls".
La principal característica d'aquestes perles és la seva abundància, ja que s'arriben a produir fins a 1.800 tones mètriques anualment, utilitzant un sistema de producció de cultiu bastant diferent al de les perles de cultiu marines: les perles es produeixen principalment dins del mantell dels musclos. La majoria no reben un nucli nacrat -com és el cas de les perles de cultiu d'origen marí- però recentment s'han detectat una gran varietat de materials per a la producció d'aquestes perles, com ara: perles de desfet, nuclis de nacre, botons de nacre o nuclis de la cloïssa gegant  Tridacna gigues , un organisme protegit de la llista de CITES.
Les formes que adopten són variables
- Rodones: són, generalment, les de més valor. És simètrica i roda en línia recta.
- Barroques: indiquen forma irregular en les perles. Són, en general, les menys valuoses, encara que poden existir espècimens que arribin a valer més que les rodones.
- Semirodones: són perles que tenen formes arrodonides, però que no arriben a ser enterament esfèriques.
- Anellades o estriades: presenten línies regulars o anells còncaus de manera perpendicular a un eix de revolució superior a un terç de la superfície de la perla.
- Semibarroques: posseeixen un eix de simetria, de manera que les formes són ovalades, gotes, de botó, virolla, etc.

Les perles Freshwater són rutinàriament processades; el polit, blanquejat i tenyit artificial són essencials per a aquest tipus de perla de cultiu.

### Perla Mabe
Són perles cultivades hemisfèriques. Creixen adherides a l'interior de la closca d'una ostra en lloc de dins del cos d'aquesta. Són conreades principalment al Japó, Indonèsia i Austràlia. És una gemma orgànica. El temps de cultiu d'aquestes perles va de mig any a dos anys. Són relativament fàcils d'obtenir, el que fa que el seu valor sigui menor al de les perles rodones. Aquestes perles són semirodones, ja que un dels costats de la perla és rodó, mentre que l'altre és pla. Aquesta morfologia permet que siguin utilitzades en joieria i així poder amagar el costat pla.

## Perles singulars

### La perla Peregrina
La perla Peregrina és una perla de mida i forma inusual, considerada una de les gemmes més valuoses i llegendàries de la història d'Europa. Descoberta en aigües del arxipèlag de las Perles a Panamà en el segle xvi, passà a mans del rei Felip II d'Espanya, i entrà a formar part de les joies de la Corona d'Espanya.
L'any 1969 la Pelegrina surt a subhasta, i Richard Burton l'adquireix per la quantitat de 37.000 dòlars, com a regal per a Elizabeth Taylor. Liz Taylor va ser la seva propietària fins a la seva mort en 2011, si bé es diu que un caniche de l'actriu va rosegar la perla i li va causar algunes osques.